# Una zebra a pois
«Una zebra a pois» (с итал. — «Зебра в горошек») — песня, написанная Лелио Луттацци, Дино Верде и Марчелло Чорчолини. В 1960 году песня была записана и выпущена в качестве сингла певицей Миной. Песня не имела большого успеха, достигнув восемнадцатой строчки в итальянском чарте на одну неделю. Песня «Mi vuoi lasciar», написанная Николой Салерно и Мансуэто Де Понти, была использована в качестве би-сайда. Мина также записала эту песню на английском (для американского релиза сингла «This World We Love In (Il cielo in una stanza)», адаптированный текст Дона Рэя) и на испанском (текст Салерно).

## Отзывы критиков
Клаудио Милано из OndaRock в ретроспективном обзоре назвал «Una zebra a pois» «настоящим чудом» и отметил, что Луттацци предлагает аранжировку, достойную величайших классиков американской песни. Он также отметил сложную структуру композиции, которая требует от Мины по-настоящему выдающихся способностей к исполнению, и сравнил её с Имой Сумак. «Мина, кажется, буквально парит в этой песне, она живёт в ритме, как в чём-то естественном для неё», — написал Милано.

## Список композиций
7" сингл
A. «Una zebra a pois» — 3:25
B. «Mi vuoi lasciar» (Никола Салерно, Мансуэто Де Понти) — 2:59

## Чарты
| Чарт (1960)              | Высшая позиция |
| ------------------------ | -------------- |
| Италия (Musica e dischi) | 18             |